# Phare de Punta Hualpén
Le phare de Punta Hualpén ou phare de Punta Gualpén (en espagnol : Faro Punta Hualpen) est un phare actif situé sur Punta Hualpén (ceb) à Hualpén, (Province de Concepción), dans la région du Biobío au Chili.
Il est géré par le Service hydrographique et océanographique de la marine chilienne dépendant de la Marine chilienne.

## Histoire
Le phare, datant de 1984, est situé sur la péninsule Gualpen dominant la plage de Caleta Lenga (es) de la commune de Hualpén, dans le golfe d'Arauco (es). Il a remplacé celui mis en service en 1914. La station est dotée d'une maison moderne de gardien où réside encore le personnel de service.

## Description
Le phare actuel  est une petite tour cylindrique en fibre de verre, avec une galerie et une petite lanterne de 5 m de haut. La tour est peinte en blanc avec une bande rouge. Il émet, à une hauteur focale de 16 m, un bref éclat blanc de 0.1 seconde par période de 5 secondes. Sa portée est de 19 milles nautiques (environ 35 km).
Il est doté d'un signal de brouillard émettant 3 blasts par période de 30 secondes.
Identifiant : ARLHS : CHI-070 - Amirauté : G1794 - NGA : 111-1420 .

## Caractéristique dufeu maritime
Fréquence : 5 secondes (W)
- Lumière : 0.1 seconde
- Obscurité : 4.9 secondes

|                             |
| Localisation: Punta Gualpén |

|              |
| Caleta Lenga |

### Lien connexe
- Liste des phares du Chili